# Confederazione degli otto cantoni
Con Confederazione degli otto cantoni si designa il periodo della storia svizzera compreso tra il 1353 (adesione di Berna) e il 1481 (adesione di Friborgo e Soletta), che porta così a 10 i membri della confederazione. Dopo poco più un ventennio di transizione e l'entrata di Basilea e Sciaffusa nel 1501, e di Appenzello nel 1513, inizia il periodo storico successivo, detto della "Confederazione dei tredici cantoni", che durerà fino alla Rivoluzione Francese.

## Espansione della confederazione primitiva
L'alleanza stipulata nel 1291 tra i tre cantoni primitivi (Waldstätte), Uri, Svitto e Untervaldo contro gli Asburgo conduce a un successo clamoroso nel 1315. La vittoria sugli austriaci nella Battaglia di Morgarten sconvolge gli equilibri regionali. Le città come Lucerna o Zurigo, fino a quel momento tendenzialmente alleate ad altre grandi città come Costanza, vedono nei Waldstätte un'opportunità di affrancarsi dal dominio delle grandi famiglie, mentre ai vicini territori rurali si apre la prospettiva, entrando a far parte di un'alleanza soggetta solo al diretto (e lontano) potere imperiale, di sottrarsi al dominio signorile e delle città regionali.
Nell'arco di quaranta anni si forma così una consistente rete di alleanze difensive: Lucerna si associa nel 1332, Zurigo nel 1351, Zugo e Glarona nel 1352, e infine Berna nel 1353, che si allea anche per prevenire ogni rivendicazione di Obvaldo sull'Oberland bernese, retroterra rurale soggetto alla città.
Questi otto piccoli stati uniti da alleanze particolari costituiscono la "Confederazione degli otto".

## Consolidamento delle alleanze

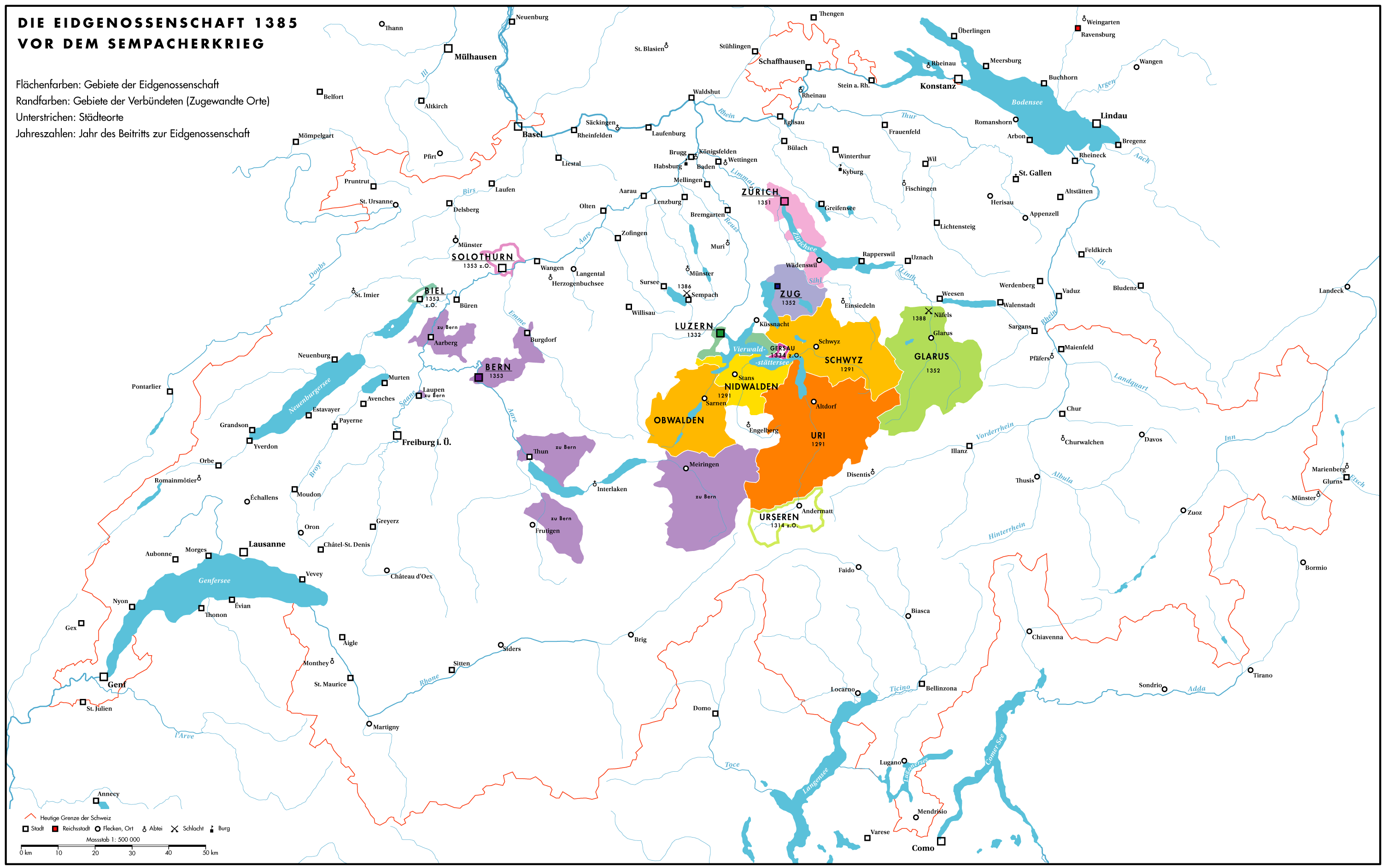
La Confederazione degli otto nel 1385, prima della battaglia di Sempach

La Confederazione degli otto non va considerata uno Stato unitario nel senso moderno del termine. All'inizio le alleanze sono relativamente deboli. Lucerna inoltre resta in mano agli Asburgo, che per un certo periodo torneranno ad esercitare il potere anche su Glarona e Zugo.
Solo nel 1370 si assiste al primo rafforzamento dell'alleanza: la "Carta dei preti", stipulata dai sei cantoni che controllano il traffico del Gottardo: Zurigo, Lucerna, Zugo, Uri, Svitto e Untervaldo. Il documento è importante perché uniforma il diritto e sancisce l'uguaglianza di ogni individuo davanti alla legge. La giustizia è amministrata in tribunali civili da giudici locali, indifferentemente se nobili o plebei, laici o religiosi; solo per gli affari matrimoniali e religiosi restano competenti i tribunali ecclesiastici. Inoltre, i cantoni stabiliscono la mutua assistenza giudiziaria.

## Reazione degli Asburgo
L'epoca è segnata dai continui saccheggi delle truppe della Guerra dei cent'anni, che negli anni di tregua si rifanno sulla popolazione. Si arriva persino a un conflitto armato, la Guerra dei Gugler, condotta dalla città di Berna contro una banda di predoni (i Gugler) comandata dal francese Enguerrand de Coucy e insediatasi nel convento di Sant'Urbano nel Canton Lucerna.
Ma non sono solo i banditi ad insidiare la pace elvetica. Gli Asburgo infatti non hanno rinunciato alle loro pretese e per due volte ritentano di piegare i cantoni, tuttavia senza successo. La prima volta nel 1386, quando l'armata del duca d'Austria Leopoldo III d'Asburgo viene sconfitta e il duca ucciso a Sempach dagli svittesi, aiutati dagli altri confederati. Poi, nel 1388, tocca ai glaronesi con il solo aiuto di Svitto battere l'esercito austriaco a Näfels.
La doppia vittoria consolida l'alleanza degli otto. Nel 1393 sottoscrivono la Convenzione di Sempach, che conferma la Carta dei preti e definisce le regole militari di comportamento durante e dopo la battaglia, oltre alle modalità dell'entrata in guerra, che deve essere frutto di una delibera comune.
Alla fine del XIV secolo i cantoni svizzeri godono di un'indipendenza più o meno piena dai signori locali, restando soggetti al Sacro Romano Impero Germanico, e nel corso del secolo seguente si dedicano a una politica di espansione con la conquista dei territori adiacenti.

## Conquiste del XV secolo
All'inizio è un paese vicino, che più tardi entrerà a far parte della confederazione, ad ottenere l'indipendenza: le valli dell'Appenzello si affrancano dal dominio dell'Abbazia di San Gallo dopo una lunga guerra, dal 1401 al 1408, in cui gli appenzellesi sconfiggono nella Battaglia dello Stoss anche le truppe del Duca d'Austria, venuto in soccorso dell'alleato.
I confederati estendono la rete di alleanze ai piccoli stati confinanti. Nel 1403 Uri, Svitto e Lucerna stringono accordi con il vescovo del Vallese e i patrioti dell'alto Vallese. Nel 1411 Appenzello diventa membro associato, seguito nel 1412 dalla città di San Gallo. Queste due entità territoriali hanno difatti bisogno degli otto cantoni per sostenere la loro autonomia dall'Abbazia di San Gallo.
Parallelamente, alcuni cantoni intraprendono una politica di acquisto di nuovi territori. Uri per esempio si appropria in questo modo della Leventina nel 1403 e pochi anni dopo della  Riviera e di Blenio.
Durante lo scisma d'Occidente, l'Asburgo, che è signore di Argovia, è bandito dall'Imperatore per non aver promesso obbedienza al papa ma ad uno degli antipapi. L'Imperatore raccomanda agli altri stati tedeschi di confiscargli le terre e i cantoni confederati decidono di dare seguito al consiglio, invadendo Argovia nel 1415. Al cantone conquistato non vengono concessi gli stessi diritti degli altri confederati, ma gli occupanti dividono il territorio in diverse zone, i baliaggi; i baliaggi comuni (Baden e Freie Ämter) risultano soggetti al dominio di vari cantoni, mentre i baliaggi particolari sono soggetti a un solo cantone (Lucerna, Berna o Zurigo).
Nel 1419, gli urani proseguono la loro espansione a sud del Gottardo acquistando la regione di Bellinzona, ma questa volta il duca di Milano Filippo Maria Visconti reagisce. Dopo un tentativo infruttuoso di ricomprare la città, nel 1422 sconfigge i confederati nel sobborgo bellinzonese di  Arbedo e si riappropria dei possedimenti a sud delle Alpi.
Nel 1433 tocca a Gersau, repubblica libera sulle rive del Lago dei Quattro Cantoni, allearsi con i confederati, tuttavia il villaggio sarà integrato a pieno titolo nella confederazione solo nel 1798. Nel 1440 gli Urani strappano definitivamente la Leventina ai milanesi.

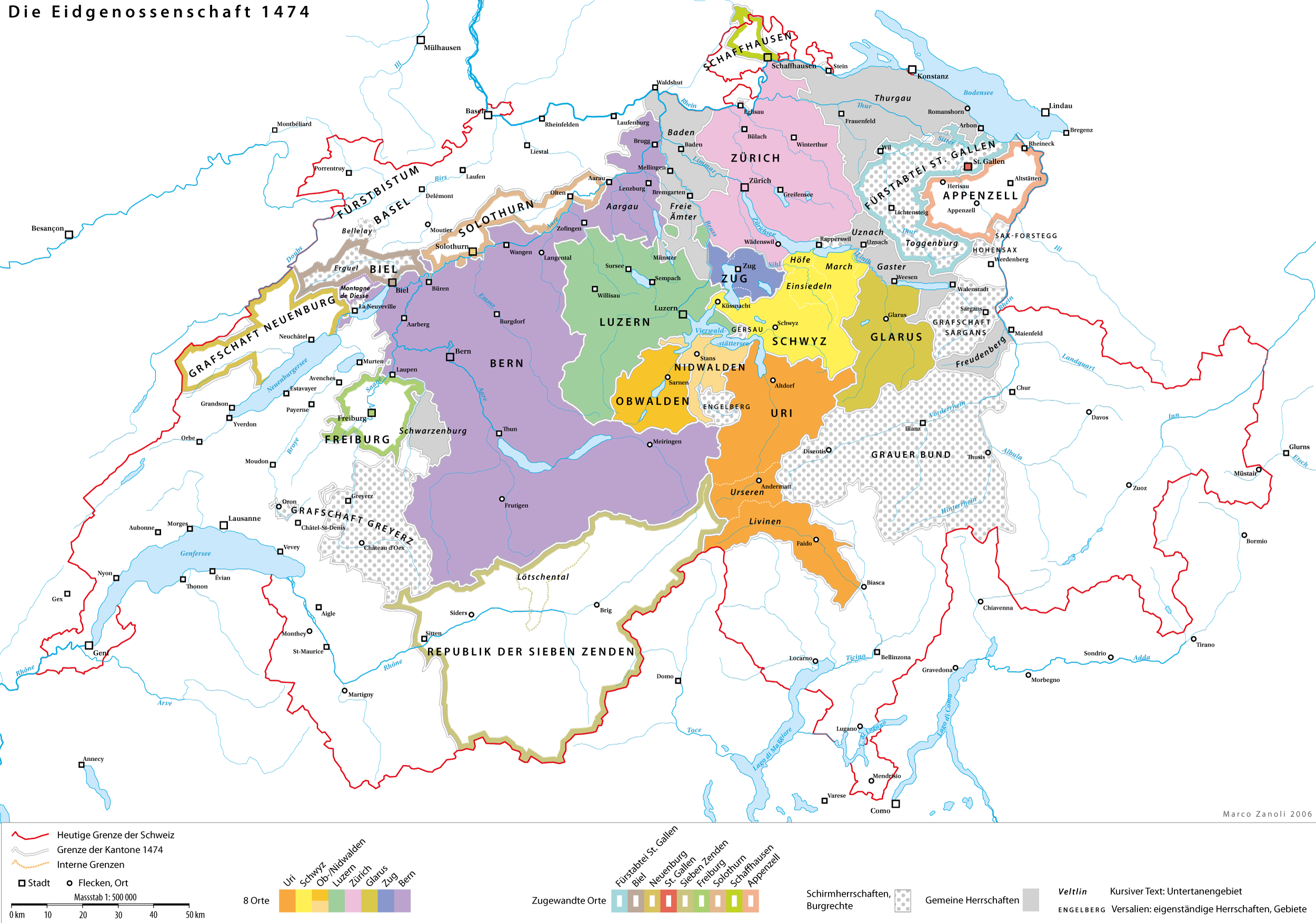
La Confederazione nel 1474, prima delle guerre borgognone

Alla morte senza eredi di Federico VII del Toggenburg, che fu l'ultimo a governare la vasta Contea di Toggenburg, i confederati, in particolare Svitto e Zurigo, entrano in conflitto per spartirsi la regione. Scoppia una guerra civile, la vecchia guerra di Zurigo, che dura dal 1436 al 1450 con il coinvolgimento anche di austriaci e francesi e che alla fine vede Svitto e Glarona controllare i baliaggi comuni di Uznach e Gaster. I territori della Prettigovia e la valle di Davos, prima appartenenti al conte del Toggenburg, all'estinzione della dinastia per preservare i propri diritti si alleano nella Lega delle Dieci Giurisdizioni, l'ultima che andrà a costituire le Tre Leghe grigionesi.
Il papa Pio II scomunica Sigismondo d'Asburgo, duca d'Austria, e i confederati ne approfittano per prendersi Turgovia nel 1460, che diventa baliaggio comune di sette cantoni (tutti tranne Berna). Gli stessi sette cantoni più tardi istituiscono i baliaggi comuni di Sargans (1483) e Rheintal (1490).

## Le guerre borgognone
L'ambizione di  Carlo il Temerario, duca di Borgogna, di ampliare il suo dominio e ricreare una specie di Lotaringia, trascina i paesi confinanti, tra cui la Svizzera, in un sanguinoso conflitto, scoppiato nel 1474 e conclusosi tre anni dopo con la morte del Temerario a  Nancy.
Nonostante la potenza e la forza della Borgogna, la guerra praticamente si svolge a senso unico, con una serie di vittorie dei confederati (in particolare delle truppe del canton Berna). Nel maggio 1475 i bernesi occupano varie signorie del territorio di Vaud.
Il 14 ottobre 1475 i confederati dichiarano guerra al ducato di Savoia, alleato della Borgogna, e conquistano l'intero territorio vodese. Il contrattacco savoiardo d'inizio 1476 fallisce e successivamente gli svizzeri infliggono tre sconfitte consecutive e definitive al duca di Borgogna, a  Grandson,  Morat e Nancy.
Malgrado il successo, le conquiste territoriali elvetiche alla fine si rivelano modeste. Vedendo un pericolo di egemonia nell'eccessiva espansione di Berna, con la Pace di Friburgo (16 agosto 1476) i cantoni restituiscono Vaud (a parte qualche piccolo dominio) alla Savoia e cedono la Franca Contea alla Francia, in cambio di soldi. Per contro, l'alto Vallese non restituisce il basso Vallese strappato ai savoiardi e si assicura così il controllo della strada del Gran San Bernardo.

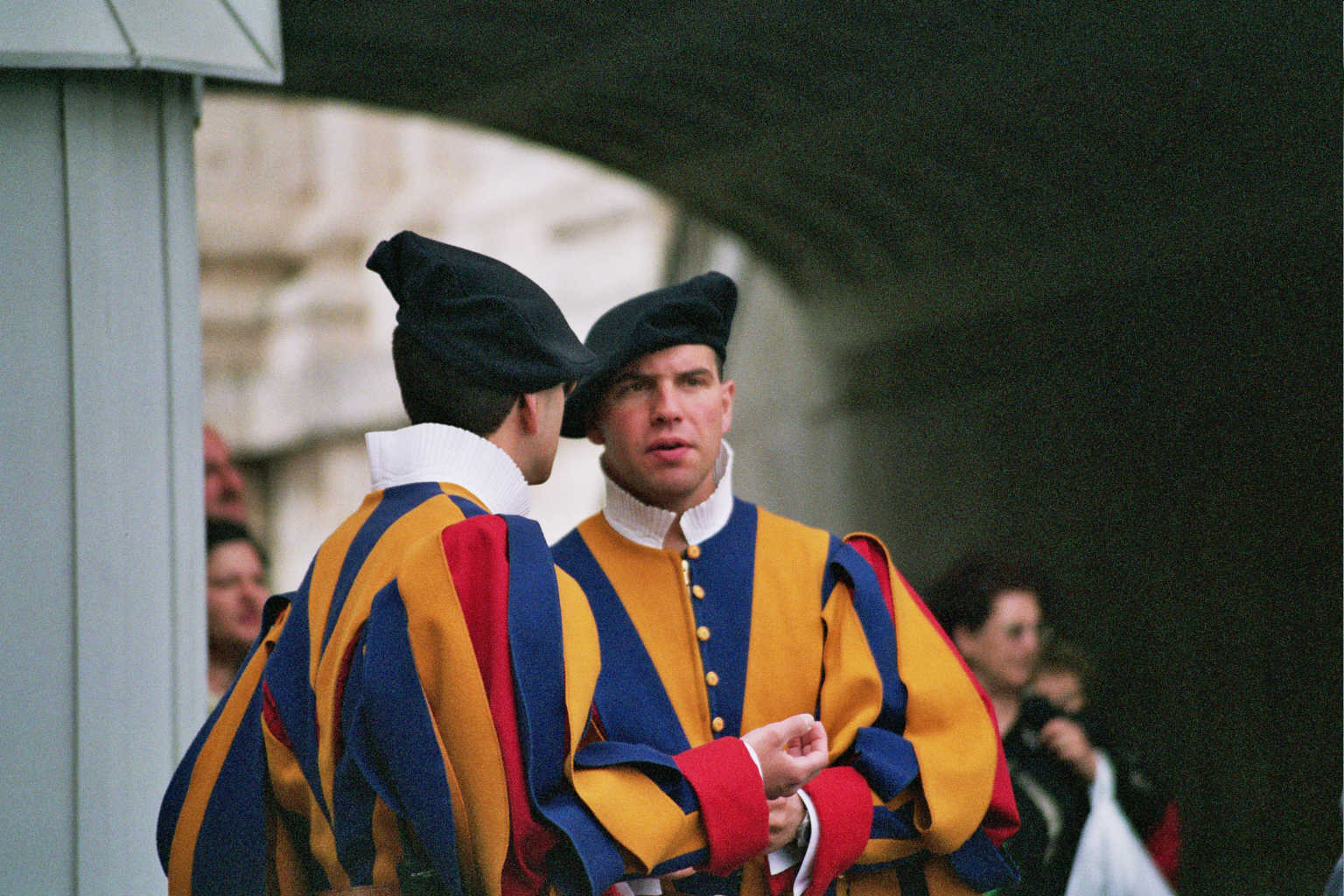
I mercenari svizzeri furono soldati molto richiesti dopo le guerre di Borgogna, persino dal papa

La vittoria nelle guerre borgognone ha notevoli ripercussioni in Svizzera. Da un lato, i forti svizzeri diventano soldati molto ricercati in Europa; il servizio mercenario all'estero, nei secoli a venire, rappresenterà un elemento importante nell'economia dei cantoni confederati ma al contempo provocherà una considerevole emigrazione di sana e robusta forza lavoro. Dall'altro, la guerra, vinta primariamente dai cantoni cittadini, determina uno squilibrio interno in sfavore dei cantoni rurali (Uri, Svitto, Untervaldo e Glarona). Le tensioni tra le componenti cittadine e rurali crescono e minacciano di sfociare in guerra civile quando anche Friburgo e Soletta, due città alleate di Berna contro i borgognoni, chiedono di entrare a far parte della confederazione. Sarà determinante l'intervento di San Nicolao di Flüe alla Dieta di Stans del 1481, che riappacifica i cantoni e permette di accogliere i due nuovi membri.
Con l'entrata del canton Friburgo e del canton Soletta si apre una nuova fase della storia della confederazione, in cui dapprima alcuni vecchi alleati si associano come cantoni a tutti gli effetti e dopo pochi decenni, a Marignano, si arresta la marcia espansionistica e la fama di imbattibilità degli elvetici. Iniziano i tre secoli della "Confederazione dei tredici cantoni".